# Google Translator Toolkit
Google Translator Toolkit va ser una eina de traducció assistida per ordinador (CAT) en línia — una aplicació web dissenyada per permetre als traductors editar les traduccions que Google Translate generava automàticament utilitzant els seus propis fitxers i/o els fitxers penjats per l'usuari de glossaris i memòria de traducció adequats. El conjunt d'eines va ser dissenyat per permetre als traductors organitzar el seu treball i utilitzar traduccions compartides, glossaris i memòries de traducció, i era compatible amb Microsoft Word, HTML i altres formats. Google Inc va llançar Google Translator Toolkit el 8 de juny de 2009. S'esperava que aquest producte s'anomenaria Google Translation Center, tal com s'havia anunciat l'agost de 2008. No obstant això, el Google Translation Toolkit va resultar ser un producte menys ambiciós: «documental més que basat en projectes, pensat no com un paquet de gestió de processos, sinó simplement una altra eina personal de memòria de traducció».
Translator Toolkit era una aplicació web dissenyada per permetre als traductors editar les traduccions que el traductor Google genera automàticament. Els traductors poden organitzar el seu material i compartir traduccions, glossaris i memòries de traducció. Poden pujar i traduir documents de Microsoft Word, OpenOffice.org, RTF, HTML, text i articles de Viquipèdia. Translator Toolkit és compatible amb versions actuals de Chrome, Firefox, Internet Explorer i Safari. Translator Toolkit no es considera una eina professional però pot formar part d'un procés àgil de traducció i postedició, si s'utilitza amb cura. A més, és gratuïta i disponible per a tothom.
Originalment, el Google Translator Toolkit estava pensat per atreure persones amb mentalitat col·laborativa, com ara aquells que tradueixen entrades de la Viquipèdia o material per a organitzacions no governamentals. Tanmateix, més tard es va utilitzar àmpliament en projectes de traducció comercial.
Una revisió del conjunt d'eines en multilingüe va assenyalar: «La importància del Google Translator Toolkit és la seva posició com a programari com a servei (SaaS) totalment en línia que incorpora algunes funcions empresarials de fons i innovacions fins ara marginals, presagiant un canvi radical en com i per qui es realitza la traducció».
Translator Toolkit es va tancar el 4 de desembre de 2019.

## Idiomes d'origen i de destinació
El conjunt d'eines va començar el juny de 2009 amb només una llengua d'origen — l'anglès — i quaranta-set idiomes d'arribada, però després admet 345 idiomes d'origen i 345 idiomes d'arribada per a aproximadament 100.000 parells d'idiomes.
La interfície d'usuari de Google Translator Toolkit estava disponible en vuitanta-cinc idiomes: Es podia traduir contingut de manera ràpida i aproximada amb el Translator Toolkit, amb una gran combinació de llengües (búlgar, català, croat, txec, danès, holandès, anglès, filipí, finlandès, francès, alemany, grec, hindi, hongarès, indonesi, italià, japonès, coreà, letones, lituà, noruec, polonès, portuguès (Brasil), portuguès (Portugal), romanès, rus, serbi, xinès simplificat, eslovac, eslovè, espanyol, suec, tailandès, xinès tradicional, turc i vietnamita).

## Flux de treball
Per utilitzar primer Google Translator Toolkit, els usuaris penjaven un fitxer des del seu escriptori o introduien l'URL d'una pàgina web o un article de la Viquipèdia que volien traduir. Google Translator Toolkit pretraduia automàticament el document. Dividia el document en segments, normalment frases o capçaleres. A continuació, cercava en totes les bases de dades de traduccions disponibles traduccions humanes anteriors de cada segment. Si existia alguna traducció humana anterior del segment, Google Translator Toolkit triava el resultat de la cerca millor classificat i pretraduia el segment amb aquesta traducció. Si no existia cap traducció humana prèvia del segment, feia servir la traducció automàtica per produir una traducció automàtica del segment, sense la intervenció de traductors humans.
Aleshores, els usuaris podrien revisar i millorar la traducció automàtica fent clic a la frase i arreglant una traducció, o utilitzant les eines de traducció de Google per ajudar-los a traduir fent clic al botó Mostra el conjunt d'eines.
Els usuaris podien veure les traduccions introduïdes anteriorment per altres usuaris a la pestanya Resultats de la cerca de traduccions o utilitzar la pestanya Diccionari per cercar les traduccions adequades per a paraules difícils de trobar. A més, els traductors podrien utilitzar funcions com ara glossaris personalitzats i multilingües i veure la traducció automàtica com a referència. També podrien compartir les seves traduccions o convidar-los a ajudar-los a editar o veure les seves traduccions. Les traduccions es podien baixar i, per als articles de la Viquipèdia, tornar a publicar-se a les pàgines d'origen.

## Diferències entre Translator Toolkit i Google Translate
Google Translate és un traductor en línia instantani. Translator Toolkit és un editor en línia que permet modificar i col·laborar en traduccions generades per Google Translate.